# Paranomis sedemialis
Paranomis sedemialis là một loài bướm đêm trong họ Crambidae.